# Claude Renoir (1913-1993)
Claude Renoir (Parijs, 4 december 1913 - Troyes, 5 september 1993) was een Frans director of photography.
Hij was de zoon van de acteur Pierre Renoir, de kleinzoon van de schilder Pierre-Auguste Renoir en de neef van de cineast Jean Renoir. 

## Leven en werk
In 1932 debuteerde Renoir op 18-jarige leeftijd als assistent cameraman in La Nuit du carrefour en Chotard et Cie van zijn oom Jean Renoir. In de verdere jaren dertig werkte hij aan nog meer films van zijn oom mee, als assistent cameraman (La Bête humaine uit 1938), soms ook als cameraman (Toni uit 1935 en Partie de campagne uit 1936). 
Vanaf 1939 werkte Renoir veertig jaar lang als director of photography. Zijn eerste belangrijke bijdrage was aan het Tweede Wereldoorlogdrama Le Père tranquille (1946). De volgende jaren waren vooral zijn samenwerkingen met zijn oom (3 films), Jacques Becker, Alexandre Astruc, Henri-Georges Clouzot en Marcel Carné (2 films) vermeldenswaardig.  
Aan het einde van de jaren vijftig ging de opkomende nouvelle vague ongemerkt voorbij aan Renoir. Enkele jaren later wekte de Amerikaanse film zijn interesse. Renoir fungeerde eerst als second unit cameraman in groots opgezette films als Cleopatra (1963) en Circus World (1964). Daarna werkte hij meermaals samen met John Frankenheimer (onder meer French Connection II) en Lewis Gilbert (onder meer The Spy Who Loved Me). 
In Frankrijk werkte hij vanaf de jaren zestig vooral samen met commercieel ingestelde cineasten als Roger Vadim, Henri Verneuil, Pierre Granier-Deferre en Claude Zidi (met wie hij drie achtereenvolgende voltreffers draaide). Hij bracht eveneens La Grande Vadrouille (1966) in beeld, een van de grootste Franse kassuccessen aller tijden.
Renoir nam aan het einde van de jaren zeventig noodgedwongen afscheid van het camerawerk omdat zijn gezichtsvermogen fel afnam.
Hij overleed in 1993 op 79-jarige leeftijd. 

## Filmografie (selectie)
- 1932 - La Nuit du carrefour (Jean Renoir)
- 1932 - Chotard et Cie (Jean Renoir)
- 1935 - Toni (Jean Renoir)
- 1936 - Partie de campagne (Jean Renoir)
- 1936 - La vie est à nous (Jean Renoir)
- 1937 - La Grande Illusion (Jean Renoir)
- 1938 - La Bête humaine (Jean Renoir)
- 1938 - Le Dernier Tournant (Pierre Chenal)
- 1942 - Opéra-Musette (René Lefèvre en Claude Renoir)
- 1944 - Bonsoir mesdames, bonsoir messieurs (Roland Tual)
- 1946 - Le Père tranquille (René Clément)
- 1947 - Les Chouans (Henri Calef)
- 1947 - Monsieur Vincent (Maurice Cloche)
- 1948 - Impasse des Deux-Anges (Maurice Tourneur)
- 1949 - Rendez-vous de juillet (Jacques Becker)
- 1951 - The River (Jean Renoir)
- 1951 - Knock (Guy Lefranc)
- 1951 - Clara de Montargis (Henri Decoin)
- 1952 - The Green Glove (Rudolph Maté)
- 1952 - Le Carrosse d'or (Jean Renoir)
- 1956 - Le Mystère Picasso (Henri-Georges Clouzot) (documentaire)
- 1956 - Crime et Châtiment (Georges Lampin)
- 1956 - Elena et les Hommes (Jean Renoir)
- 1957 - Les Sorcières de Salem (Raymond Rouleau)
- 1958 - Une vie (Alexandre Astruc)
- 1958 - Les Tricheurs (Marcel Carné)
- 1959 - Luna de miel (Michael Powell)
- 1959 - La Valse du Gorille (Bernard Borderie)
- 1960 - Et mourir de plaisir (Roger Vadim)
- 1960 - Terrain vague (Marcel Carné)
- 1963 - Symphonie pour un massacre (Jacques Deray)
- 1964 - L'Insoumis (Alain Cavalier)
- 1964 - Paris, When It Sizzles (Richard Quine)
- 1965 - La Fabuleuse Aventure de Marco Polo (Denys de La Patellière en Noël Howard)
- 1966 - Paris au mois d'août (Pierre Granier-Deferre)
- 1966 - La Curée (Roger Vadim)
- 1966 - La Grande Vadrouille (Gérard Oury)
- 1968 - Barbarella (Roger Vadim)
- 1968 - Histoires extraordinaires (anthologiefilm, episode Metzengerstein van Roger Vadim)
- 1969 - The Madwoman of Chaillot (Bryan Forbes)
- 1970 - The Adventures (Lewis Gilbert)
- 1970 - La Dame dans l'auto avec des lunettes et un fusil (Anatole Litvak)
- 1971 - Les Mariés de l'an II (Jean-Paul Rappeneau)
- 1971 - The Horsemen (John Frankenheimer)
- 1971 - Le Casse (Henri Verneuil)
- 1971 - Le Tueur (Denys de La Patellière)
- 1972 - Hellé (Roger Vadim)
- 1973 - Story of a Love Story (John Frankenheimer)
- 1973 - Le Serpent (Henri Verneuil)
- 1974 - Paul et Michelle (Lewis Gilbert)
- 1975 - French Connection II (John Frankenheimer)
- 1975 - La Traque (Serge Leroy)
- 1976 - Docteur Françoise Gailland (Jean-Louis Bertuccelli)
- 1976 - Calmos (Bertrand Blier)
- 1976 - Une femme fidèle (Roger Vadim)
- 1976 - L'Aile ou la Cuisse (Claude Zidi)
- 1977 - L'Animal (Claude Zidi)
- 1977 - The Spy Who Loved Me (Lewis Gilbert)
- 1978 - La zizanie (Claude Zidi)
- 1978 - Attention, les enfants regardent (Serge Leroy)
- 1979 - Le Toubib (Pierre Granier-Deferre)

- Bibsys: 5013445
- Biblioteca Nacional de España: XX1154759
- Bibliothèque nationale de France: cb165238006 (data)
- Gemeinsame Normdatei: 132745488
- International Standard Name Identifier: 0000 0001 2130 5581
- Library of Congress Control Number: no2003091666
- Nationale Bibliotheek van Tsjechië: xx0186551
- Nationale Bibliotheek van Israël: 987007434684305171
- Nationale Bibliotheek van Polen: a0000001697029
- SNAC: w6qg2g9r
- Système universitaire de documentation: 052198545
- Virtual International Authority File: 44491303
- WorldCat: E39PBJhhpJWPvhDbwfmj8WhGpP